# Kirani James
Kirani James (født 1. september 1992) er en grenadisk sprinter, som er specialiseret i 200 og 400 meter løb. Han er regerende verdensmester og olympisk mester på 400 meter. 